# Euptychia numeria
Euptychia numeria är en fjärilsart som beskrevs av Felder 1867. Euptychia numeria ingår i släktet Euptychia och familjen praktfjärilar. Inga underarter finns listade i Catalogue of Life.